# 2013 en journalisme
Cet article présente les faits marquants de l'année 2013 en journalisme.

## Évènements
- 6 juin : Premières révélations d'Edward Snowden dans The Guardian.
- 5 août : Le Washington Post est racheté pour 250 millions de dollars par le fondateur d'Amazon, Jeff Bezos[1].